# Pseudectinosoma janineae
Pseudectinosoma janineae is een eenoogkreeftjessoort uit de familie van de Ectinosomatidae. De wetenschappelijke naam van de soort is voor het eerst geldig gepubliceerd in 1999 door Galassi, Dole-Olivier & De Laurentiis.